# Dicraeanthus africanus
Dicraeanthus africanus là một loài thực vật có hoa trong họ Podostemaceae. Loài này được Engl. mô tả khoa học đầu tiên năm 1905.